# 15de Oscaruitreiking
De 15de Oscaruitreiking, waarbij prijzen worden uitgereikt aan de beste prestaties in films in 1942, vond plaats op 4 maart 1943 in het Ambassador Hotel, in Los Angeles, Californië. De ceremonie werd gepresenteerd door Bob Hope.
De grote winnaar van de 15de Oscaruitreiking was Mrs. Miniver, met in totaal 12 nominaties en 6 Oscars. Voor het eerst werd een Oscar gegeven aan de Beste Documentaire en wel aan vier documentaires.

## Winnaars

### Films
| Categorie          | Winnaar                                                                        | Regie         |
| ------------------ | ------------------------------------------------------------------------------ | ------------- |
| Beste Film         | Mrs. Miniver                                                                   | William Wyler |
| Beste Documentaire | The Battle of Midway, Kokoda Front Line, Moscow Strikes Back en Prelude to War |               |

### Acteurs
| Categorie                  | Winnaar       | Film                |
| -------------------------- | ------------- | ------------------- |
| Beste Mannelijke Hoofdrol  | James Cagney  | Yankee Doodle Dandy |
| Beste Vrouwelijke Hoofdrol | Greer Garson  | Mrs. Miniver        |
| Beste Mannelijke Bijrol    | Van Heflin    | Johnny Eager        |
| Beste Vrouwelijke Bijrol   | Teresa Wright | Mrs. Miniver        |

### Regie
| Categorie       | Winnaar       | Film         |
| --------------- | ------------- | ------------ |
| Beste Regisseur | William Wyler | Mrs. Miniver |

### Scenario
| Categorie                | Winnaar                                                          | Film              |
| ------------------------ | ---------------------------------------------------------------- | ----------------- |
| Beste Origineel Scenario | Michael Kanin en Ring Lardner Jr                                 | Woman of the Year |
| Beste Bewerkt Scenario   | George Froeschel, James Hilton, Claudine West en Arthur Wimperis | Mrs. Miniver      |

### Speciale prijzen
| Categorie                             | Winnaar                                           |  |
| ------------------------------------- | ------------------------------------------------- |  |
| Honorary Award                        | Charles Boyer, Noël Coward en Metro-Goldwyn-Mayer |  |
| The Irving G. Thalberg Memorial Award | Sidney Franklin                                   |  |